# David McHugh (arbitre)
 David Thomas Michael McHugh, né le 21 décembre 1955 à Limerick, est un arbitre international irlandais de rugby à XV. 

## Carrière d'arbitre
Il arbitre son premier match international le 17 septembre 1994 : il s'agissait d'un match de qualification à la Coupe du monde 1995 opposant la Roumanie au pays de Galles. 
McHugh arbitre notamment à l'occasion des Coupes du monde de rugby de 1995, 1999 et 2003, six matches du Tournoi des Six Nations et quatre matches du Tri-nations (au 30 juillet 2006).
Il arbitre aussi la première finale de la H-Cup 1995-1996 opposant le Stade toulousain à Cardiff et celle de 2000-2001 entre les Leicester Tigers et le Stade français Paris. Ainsi, il devient le premier arbitre à diriger deux finales de Coupe d'Europe de rugby à XV.
David McHugh défraye la chronique le 10 août 2002 quand un spectateur sud-africain, Pieter Van Zyl, l'agresse pendant un match des Tri-nations opposant l'Afrique du Sud à la Nouvelle-Zélande. McHugh s'est retrouvé avec une luxation de l'épaule et fut évacué sur une civière. Richie McCaw est alors l'un des premiers joueurs, avec AJ Venter, à défendre l'arbitre de l'attaque de Van Zyl.

## Palmarès d'arbitre
- 26 matchs internationaux (au 30 juillet 2006)